# Aníbal Maffei
Aníbal Maffei (nacido el 11 de enero de 1918 en Arroyo Seco - ¿?) fue un futbolista argentino, que se desempeñaba como delantero. Se destacó en su paso por Rosario Central. Fue hermano de Humberto y Enrique, también futbolistas de este club.

## Carrera
Maffei debutó en 1934 en el Club Atlético Provincial de Rosario. A partir a sus buenas actuaciones y a su potente pegada (por la que recibió el mote de Burro), fue contratado en 1936 por Rosario Central. El conjunto auriazul había vendido unos días antes a Enrique García a Racing en la cifra récord de $40.000.-, por lo que rápidamente adquirió los servicios de Maffei para reemplazarlo. Así, jugó para el club auriazul en los torneos profesionales de la Asociación Rosarina de Fútbol, destacándose por la cantidad de goles marcados. Su debut se produjo frente a su ex-club, el 3 de mayo, en cotejo válido por el Torneo Preparación con empate en cero. En dicho torneo, Maffei marcó cuatro goles; dos de ellos fueron decisivos para que Rosario Central se impusiera en partido desempate ante su clásico rival Newell's Old Boys por 3-2 y se coronara campeón por primera vez en la era profesional. El encuentro se jugó el 19 de julio en cancha de Gimnasia. Gómez y Rúa señalaron para Ñuls, mientras que Roberto D'Alessandro y Maffei convirtieron para Central); el 2 a 2 que obligó a un suplementario. En él, nuevamente el Burro Maffei batió al arquero leproso, decretando el 3 a 2 a favor de Central.

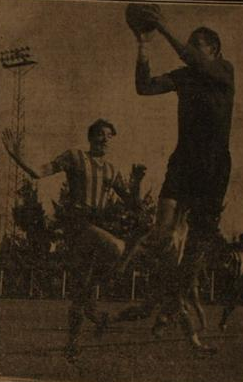
Maffei disputa el balón con el arquero de Unión de Santa Fe Lezcano, en un amistoso de 1938.

Durante 1937 su participación fue menor, pero aun así aportó goles para que su equipo se coronara en los dos torneos de la Rosarina de la temporada, el Torneo Molinas y el Torneo Ivancich. Al año siguiente repitió el título en el Molinas.
En 1939 se produjo el ingreso de Rosario Central y Newell's Old Boys a la Primera División de AFA. Maffei aportó 5 goles en el bautismo canalla en los torneos de Primera de Argentina. En 1940 fue el segundo goleador de su equipo con 14 tantos.

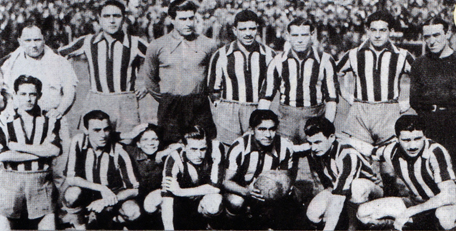
Rosario Central 1940. Parados: Justo Lescano, Pedro Aráiz, Ignacio Díaz, Alfredo Fógel, Armando Ríos. Hincados: Juan Carlos Heredia (p), Salvador Laporta, Harry Hayes (h), Ricardo Cisterna, Aníbal Maffei, Humberto Coloccini.

Al año siguiente fue transferido a Platense junto a Ricardo Cisterna, a cambio de $ 17.000.- Retornó a Rosario Central en 1942, para disputar el campeonato de Segunda División, ya que el conjunto rosarino había perdido la categoría en la temporada anterior. Con escasa participación, Maffei integró el plantel que obtuvo con holgura el campeonato y el consiguiente ascenso a Primera. 
En 1943 tuvo un paso por Defensor de Uruguay.
Su estadística en Rosario Central marca que convirtió 34 goles en 89 partidos, siendo asiduo asistente a las redes en los clásicos rosarinos ante Newells Old Boys, marcándole 6 goles. Aparte de los dos ya mencionados de 1936, convirtió también por partida doble en el partido del 17 de octubre de 1937, por el Torneo Hermenegildo Ivancich, y con victoria 2-1; en 1938, el 12 de junio por una nueva edición del Ivancich, marcó el segundo tanto de su equipo, con triunfo cifrado también en 2-1; por último, se hizo presente en el cotejo válido por la 14.ª fecha del Campeonato de Primera División 1940, convitiendo el segundo gol de Central en la victoria 3-1 en el Parque, en el que fue el primer triunfo en los clásicos rosarinos por los torneos de Primera de AFA (los dos de 1939 había terminado en empate).
La filial que Rosario Central posee en Arroyo Seco, su ciudad natal lleva su nombre en su honor, así como una calle de dicha ciudad.

## Clubes
| Club            | País      | Año       |
| --------------- | --------- | --------- |
| Provincial      | Argentina | 1934-1935 |
| Rosario Central | Argentina | 1936-1940 |
| Platense        | Argentina | 1941      |
| Rosario Central | Argentina | 1942      |
| Defensor        | Uruguay   | 1943      |

## Palmarés

### Torneos nacionales oficiales
| Equipo          | País      | Título           | Año  |
| --------------- | --------- | ---------------- | ---- |
| Rosario Central | Argentina | Segunda División | 1942 |

### Torneos regionales oficiales
| Equipo          | País      | Título             | Año  |
| --------------- | --------- | ------------------ | ---- |
| Rosario Central | Argentina | Torneo Preparación | 1936 |
| Rosario Central | Argentina | Torneo Molinas     | 1937 |
| Rosario Central | Argentina | Torneo Ivancich    | 1937 |
| Rosario Central | Argentina | Torneo Molinas     | 1938 |